# 小行星2821
小行星2821（2821 Slavka）是一颗围绕太阳公转的小行星。1978年9月24日，茲丹卡·瓦弗洛娃在克萊季发现了此天体。
該小行星以瓦弗洛娃的母親斯拉娃·瓦弗洛娃（Sláva Vávrová）命名。
这颗小行星的绝对星等为349.33202等。